# Digna Strautmane
Digna Strautmane (Riga, 18 settembre 1998) è una cestista lettone.

## Carriera
Con la Lettonia ha disputato i Campionati europei del 2019.